# Ортачезус
Ортачезус (італ. Ortacesus, сард. Ortacesus) — муніципалітет в Італії, у регіоні Сардинія,  провінція Кальярі.
Ортачезус розташований на відстані близько 390 км на південний захід від Рима, 36 км на північ від Кальярі.
Населення — 953 особи (2014).

## Демографія
Населення за роками:

Станом на 1 січня 2023 року в муніципалітеті офіційно проживало 36 іноземців з 10 країн, серед них 4 громадяни країн Євросоюзу та 1 громадянин України.

## Сусідні муніципалітети
- Барралі
- Гуамаджоре
- Гуазіла
- Піментель
- Сант'Андреа-Фрьюс
- Селегас
- Сенорбі